# Марина (теленовела)
„Марина“ (на испански: Marina) е мексиканска теленовела от 2006 г.

## Сюжет
Марина се премества да живее в разкошното имение на семейство Аларкон Моралес. Семейство Аларкон Моралес се смята за представител на висшата класа и в него скромното момиче не е посрещнато с отворени обятия. В тази къща Марина се изправя лице в лице със злобата и презрението, но също така намира защита в лицето на властния мултимилионер Дон Гилермо, който впоследствие се оказва неин чичо. Без дори да подозира в началото Марина има същото законно право на семейното богатство и разкошния начин на живот.
Именно в това имение открива своята любов – Рикардо Аларкон. Той е красив младеж който не работи нищо и основното му занимание е да пилее семейното състояние. Той има характерно излъчване, сериозен брак и невротична съпруга Ариана. Рикардо е поразен от непринудената индивидуалност на Марина и скоро те се влюбват силно един в друг. Но въпреки голямата им любов, хората около тях правят всичко възможно, за да ги разделят. Животът още веднъж се променя за младата жена, когато нейната голяма мечта се сбъдва и тя се омъжва за Рикардо. Радостта бързо изчезва, когато детето, резултат от голямата ѝ любов с Рикардо изчезва. Това е повратна точка за Марина – страданието драматично променя и нейният оптимизъм много бързо се превръща в депресия, смехът в сълзи.

## Актьорски състав
- Маурисио Очман/Маноло Кардона – Рикардо Аларкон Моралес
- Сандра Ечеверия – Марина Хернандез де Аларкон
- Айлин Мухика – Лаура Салвадор/Вероника Салвадор
- Умберто Сурита – Гилермо Аларкон
- Сусана Досамантес – Алберта Аларкон
- Марта Аура – Гуадалупе Товар „Лупе“
- Карлос Кабайеро – Хулио Монител Палафокс
- Елисабет Сервантес – Сара Лопес
- Едуардо Виктория – Федерико Сантибанес
- Илеан Алмюгър – Патрисия Аларкон „Пати“
- Алфонсо Досал – Рикардо Аларкон „Чуи“
- Хорхе Луис Васкес – Елиас
- Карина Мора – Матилде
- Анхелика Селая – Росалба
- Беатрис Сесилия – Пастора
- Мара Куервас – Лусия
- Гуадалупе Мартинес – Балбина
- Вероника Теран – Бланка
- Клаудия Лобо – Чела
- Джорджина Табора – Клоринда

## В България
В България теленовелата е излъчена през 2007-2008 г. по bTV всеки делничен ден от 11:00. Ролите се озвучават от Василка Сугарева, Йорданка Илова, Петя Миладинова, Васил Бинев и Росен Плосков.